# Grosisment (optică)
Grosismentul optic este o mărime adimensională definită ca raportul dintre unghiul {\displaystyle \alpha _{2}} sub care este văzută imaginea formată de sistemul optic și unghiul {\displaystyle \alpha _{1}} sub care este văzut obiectul:
{\displaystyle \alpha _{1}} și {\displaystyle \alpha _{2}} sunt unghiuri orientate. Dacă imaginea este inversată, grosismentul este negativ. 
Pentru un sistem non afocal, grosismentul depinde de distanța dintre detector și obiectul observat, și i se standardizează valoarea comercială luând această distanță egală cu distanța minimă de vedere distinctă (vezi Grosisment comercial).
Pentru un sistem afocal, destinat observării obiectelor îndepărtate, grosismentul devine egal cu grandismentul unghiular, iar atunci cei doi termeni sunt sinonimi.
Noțiunea de grosisment nu este însă folosită, în mod direct, pentru a caracteriza:
- microscopul optic, instrument subiectiv, una din caracteristicile căruia este puterea optică (raport a două mărimi fizice diferite);
- aparatul de fotografiat, instrument obiectiv, pentru care se folosește grandismentul  transversal și grandismentul linear (raport al acelorași mărimi fizice).